# イ・ジユン
イ・ジユン (Jiyoon Lee) は韓国のヴァイオリニスト。

## 来歴
ソウルに生まれ、4歳からヴァイオリンを始める。
2016年のカール・ニールセン・ヴァイオリンコンクールで優勝。
2017年からダニエル・バレンボイム率いるベルリン・シュターツカペレの試用メンバーとして演奏に加わり、翌年にはコンサートマスターに迎えられることになった。その後団員投票で満場一致の終身職就任が決まった。同オーケストラ初のアジア人、かつ最年少コンサートマスターとして活動している。

## 参考
- https://dukesoftware.appspot.com/violinist/Jiyoon_Lee/
- https://m-festival.biz/3759